# Wang Nan
Wang Nan (王楠S; Liaoning, 23 ottobre 1978) è una tennistavolista cinese, vincitrice di quattro medaglie d'oro ai Giochi olimpici.

## Palmarès
- Olimpiadi
  - Sydney 2000: oro nel singolo e nel doppio.
  - Atene 2004: oro nel doppio.
  - Pechino 2008: oro a squadre e argento nel singolo.
- Mondiali
  - 2008: oro a squadre
  - 2007: oro nel doppio e argento nel doppio misto
  - 2006: oro a squadre
  - 2005: oro nel doppio
  - 2004: oro a squadre
  - 2003: oro nel singolo, nel doppio e nel doppio misto
  - 2001: oro nel singolo, nel doppio e a squadre
  - 2000: oro a squadre
  - 1999: oro nel singolo, nel doppio e bronzo nel doppio misto
  - 1997: argento nel singolo, nel doppio, bronzo nel doppio misto e oro a squadre